# 姫路新田藩
姫路新田藩（ひめじしんでんはん）は、播磨姫路藩の新田支藩だった藩。歴代藩主の多くが部屋住みか短命だったため、かつ内分分知であったため、具体的な領地についてはほとんど不明であり、大名に列するも江戸定府で居所はなく、そのため便宜上「新田藩」と呼称される。

## 藩史
元和3年（1617年）に姫路藩に入った本多忠政（本多忠勝の嫡子）は、その所領は15万石ほどであった。しかし、このときに忠政の子
・本多忠刻に父とは別に10万石を与えられた。忠刻の妻が徳川秀忠の娘・千姫（もとは豊臣秀頼の正室で、秀頼死後に嫁いだ）だったからである。しかし忠刻は父に先立って寛永3年（1626年）に早世する。このため忠刻の遺所は、忠刻の弟で部屋住みであった本多政朝が5万石、同じく部屋住みで弟の本多忠義に4万石、残る1万石は播磨龍野藩主であった小笠原長次の所領として組み込まれるなど、分割して相続された。
寛永8年（1631年）に忠政が死去して政朝が姫路藩主となると、その所領5万石のうち4万石は忠政の弟・本多忠朝の次男・本多政勝（忠朝が大坂の陣で戦死したため、政朝の養子となる）に与えられ、残る1万石は忠義に与えられた。寛永15年（1638年）に政朝が死去すると、政勝が跡を継いだが、幼少のために大和郡山藩に移される。このとき、政勝が姫路新田藩領として領していた4万石は大和に移され、また忠義の5万石も忠義自身が遠州掛川藩に移封されたため、廃藩となった。
本多家の後に姫路に入った奥平松平家では、正保元年（1644年）6月、姫路18万石の藩主・松平忠明の跡を継いだ松平忠弘が、18万石のうち3万石を弟の松平清道に分与し、再び姫路新田藩が立藩する。しかし清道は同年12月に死去した上に嗣子がなかったため、1年足らずで廃藩となった。
その後、最後の姫路藩主家として入った酒井家では、酒井忠恭の子・酒井忠交が明和7年（1770年）閏6月23日、父から1万石を分与されて姫路新田藩を立藩する。帝鑑間詰の定府大名であったが、第3代藩主・酒井忠全が文化14年（1817年）11月に3歳で死去した。嗣子がいるはずもなく、姫路新田藩は完全に廃藩となった。

## 歴代藩主

### 本多家
10万石→5万石と4万石→4万石と5万石。譜代。
1. 忠刻
2. 政朝
3. 政勝

- 忠義

### 松平（奥平）家
3万石。譜代。
1. 清道

### 酒井家
1万石。譜代。
1. 忠交
2. 忠質
3. 忠全

## 補注
1. ↑  父は本多忠政の従兄弟の小笠原忠脩。母は本多忠政女の亀姫。死没した本多忠刻とは伯父・本多忠政を介しては従兄弟に、曽祖父・松平信康を介しては再従兄弟あたる。